# Слободище (Тверская область)
Слободище  — деревня в Кимрском районе Тверской области. Входит в состав Фёдоровского сельского поселения.

## География
Находится в юго-восточной части Тверской области на расстоянии менее 1 км на юг по прямой от районного центра города Кимры в левобережной части района.

## История
Известна с 1780-х годов года как бывшее владение тверского Отроча монастыря, в 1806 году с 10 дворами. В 1859 году здесь (деревня Корчевского уезда Тверской губернии) было учтено 7 дворов, в 1887 — 14.

## Население
Численность населения: 72 человека (1806 год),, 78 (1859 год), 87 (1887), 12 (русские 92 %) в 2002 году, 8 в 2010.